# Украинская Жизнь
Украинская жизнь (укр. Українське життя) — 1) літературно-науковий і загально-політичний місячник частково російською мовою, та частково - українською мовою, виходив у Москві в 1912-1917 під фірмою видавця і адміністратора Якова Шеремецінського; 
2) часопис української діаспори у Москві, який виходив у 2001-2008 роках, редактором та адміністратором був громадський діяч Гуменюк Віктор Миколайович.  Редакція часопису знаходилась при офіційно зареєстрованому московському культурному центрі українців "Славутич" (поштова адреса: Москва. 103009 Леонтьевский пер., 11, кор. 1, кв. 5). Часопис вважався друкованим органом "Організації українського національного руху" (ОУН руху) м. Москва. . Газета мала невеликий тираж, тому розмножувалася Гуменюком на ксероксі. .

## Опис
Метою журналу було ознайомлення російських читачів з українським культурним надбаннями та піднесенням української національної свідомості.
Головні редактори — Олександр Саліковський і Симон Петлюра; найвизначніші співробітники: Михайло і Сергій Грушевські, Володимир Винниченко, Андрій Ніковський, Сергій Єфремов, Михайло Могилянський, Олександр і Софія Русови, Дмитро Донцов, Олексій Новицький, Валентин Садовський, Олександр Лотоцький, Михайло Лозинський, Яків Чепіга, Орест Левицький, В'ячеслав Липинський, Максим Славинський і багато інших, а з росіян — Федір Корш, Максим Горький, Анатолій Луначарський, Олександр Погодін й інші.
Вступні статті журналу присвячувалися національному питанню, далі подавався перегляд поточних подій в Україні, огляди чужої преси (російської, польської) про українські проблеми, дописи з підросійської України і з Галичини, критичні статті, літературні і мистецькі огляди, бібліографії тощо.